# FEMSA

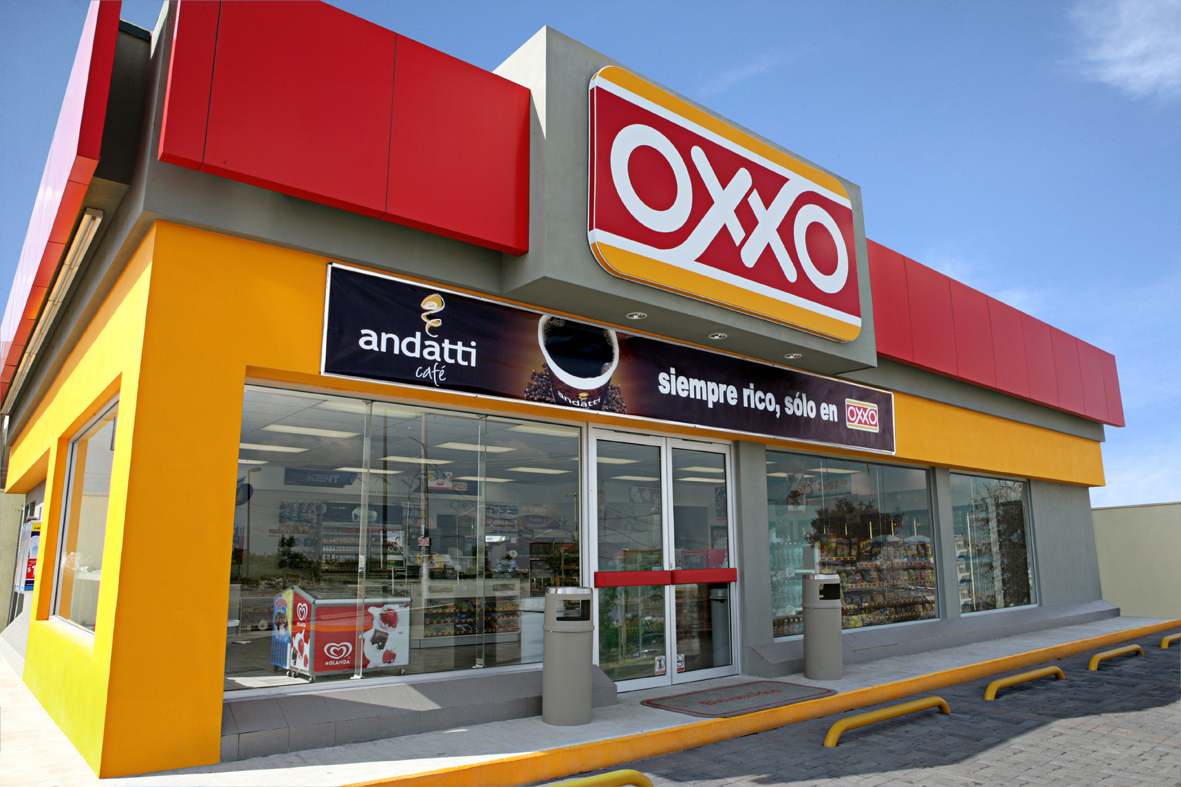
OXXO winkel

Fomento Económico Mexicano, dikwijls afgekort tot FEMSA, is een Mexicaans bedrijf dat zich vooral richt op de drankenindustrie, gemakswinkels en drogisterijen en apotheken.

## Activiteiten
FEMSA is actief in de verkoop van frisdranken, in samenwerking met The Coca-Cola Company, en heeft verder een groot retailnetwerk. Het is actief in Mexico, grote delen van Latijns-Amerika en in de Filipijnen. In 2022 was de totale omzet MXN 670 miljard en de nettowinst MXN 24 miljard. Er werkten ruim 350.000 mensen voor het bedrijf.
FEMSA heeft drie belangrijke activiteiten:
- Coca-Cola FEMSA: De Mexicaanse tak van Coca-Cola, voor 47% in handen van FEMSA. The Coca-Cola Company heeft 27,8% van de aandelen en de rest is vrij verhandelbaar op de effectenbeurs.[1] Coca-Cola FEMSA is de op een na grootste bottelaar van Coca-Cola en voorziet veel Latijns-Amerikaanse markten met deze frisdrank.
- FEMSA Comercio: Dit vormt de retailactiviteiten van het bedrijf. Er zijn drie subdivisies: Retail, Health en Fuel. De winkels van de Retail-divisie in Amerika hebben Oxxo als merknaam. In Europa, voornamelijk Duitstalige landen en Nederland, wordt de naam Valora gebruikt. In 2022 waren er meer dan 23.500 Oxxo vestigingen in Mexico, Chili, Colombia en Peru en 2700 Valora winkels. Health is met 4100 apotheken en drogisterijen een grote aanbieder. PEMEX is niet langer de monopolist op de Mexicaanse energiemarkt. FEMSA heeft in Mexico een eigen netwerk van benzinestations opgebouwd. In 2022 waren er 568 Oxxo GAS stations.[1]
- Strategische belangen: Aandelenbelang van 14,8% in Heineken.[1]

Coca-Cola FEMSA levert de grootste bijdrage aan de bedrijfswinst. In 2022 had het een aandeel van 33% in de omzet en 52% van het bedrijfsresultaat. In 2011 waren de vergelijkbare cijfers 60% van de omzet en ongeveer 75% van het bedrijfsresultaat.
Het bedrijf staat zowel aan de New York Stock Exchange als aan de Bolsa Mexicana de Valores (tickercode: FEMSAUBD) genoteerd. In Mexico is het opgenomen in de S&P/BMV IPC aandelenindex.

### Resultaten
| Jaar | Omzet | Nettoresultaat | Werknemers |
| ---- | ----- | -------------- | ---------- |
| 2000 | 047   | 03,7           | 042.594    |
| 2005 | 106   | 08,2           | 090.731    |
| 2010 | 170   | 45,3           | 153.809    |
| 2015 | 312   | 23,3           | 246.158    |
| 2020 | 493   | 03,7           | 320.618    |

## Geschiedenis
In 1890 richtten Isaac Garza, José Calderón, José A. Muguerza, Francisco G. Sada, en Joseph M. Schnaider, de brouwerij Cervecería Cuauhtémoc op in Monterrey. Het brouwen van bier was de hoofdactiviteit, maar al snel werden glasfabrieken overgenomen of geopend om in de behoefte naar flessen te voorzien. In 1940 vierde het bedrijf zijn 50-jarig bestaan en het bier was in grote delen van het land verkrijgbaar.
In 1974 werden de activiteiten gesplitst. Valores Industriales S.A. (VISA) kreeg de bier- en verpakkingsactiviteiten in handen en de rest ging naar ALFA. In 1978 werden de aandelen van VISA genoteerd aan de Bolsa Mexicana de Valores. Een jaar later werd FEMSA Coca-Cola opgericht door VISA. In 1985 volgde de fusie met Cervecería Moctezuma waarmee haar binnenlandse marktpositie verder werd verstevigd. Na financieel moeilijke tijden werd in 1988 Fomento Económico Mexicano (FEMSA) opgericht, als dochteronderneming van VISA. In FEMSA werden alle bieractiviteiten ondergebracht. 
In 1993 werd The Coca-Cola Company aandeelhouder in Coca-Cola FEMSA. Het Amerikaanse bedrijf kocht 30% van de aandelen. Verder ging Coca-Cola FEMSA naar de beurs en VISA verkocht hierbij een belang van 19%. In 1995 werd het bedrijf voor het eerste actief in de retailsector met de Oxxo winkels. In 1998 werd de naam VISA gewijzigd in FEMSA en in mei van datzelfde jaar kregen de aandelen FEMSA ook een notering aan de New York Stock Exchange. In 2004 werd Heineken USA de agent voor de verkoop en distributie van de biermerken Tecate, XX, Sol, Carta Blanca en Bohemia in de Verenigde Staten. In 2006 volgde de overname van de Braziliaanse bierbrouwer Kaiser, die was actief in Brazilië en Mexico. FEMSA kreeg 68% van de aandelen Kaiser waarvoor het US$ 68 miljoen betaalde, Molson Coors hield 15% van de aandelen en Heineken hield het 17% belang.
Op 11 januari 2010 werd bekend dat FEMSA Cerveza wordt overgenomen door Heineken, waardoor Heineken een stevigere marktpositie op de Mexicaanse en Braziliaanse biermarkt kreeg. In ruil hiervoor kreeg FEMSA een economisch belang van 20% in Heineken, hiervoor worden nieuwe aandelen aan de Mexicanen uitgegeven. Heineken betaalde € 3,8 miljard, boven op de € 1,5 miljard aan schulden en pensioenen, die ook werden overgenomen. De bierafdeling van FEMSA stond al geruime tijd in de verkoop. In september 2017 verkocht FEMSA een belang van 5,2% in Heineken. De verkoop van het aandelenpakket leverde FEMSA zo'n 2,5 miljard euro op. Op 16 februari 2023 verkocht het een pakket aandelen ter waarde van 3,2 miljard euro, het belang in Heineken daalde daardoor naar 8,13%. Op 30 mei 2023 volgde de verkoop van een tweede pakket, ditmaal een belang van 5,9% en een waarde van 3,3 miljard euro.

## Trivia
Bekende personen die in het verleden bestuursfuncties in FEMSA hebben vervuld zijn Eugenio Garza Sada en Vicente Fox.